# Lorna Chávez
Lorna Marlene Chavez (1959) è una modella costaricana incoronata Miss International 1980.

## Biografia
È stata la prima rappresentante della Costa Rica a vincere il titolo di Miss International, ottenendo anche il riconoscimento di Best in National Costume.